# Elaphoglossum proximum
Elaphoglossum proximum là một loài thực vật có mạch trong họ Lomariopsidaceae. Loài này được (J. Bommer) H. Christ mô tả khoa học đầu tiên năm 1905.